# Median Ridge
Median Ridge är en bergstopp i Antarktis. Den ligger i Västantarktis. Argentina, Chile och Storbritannien gör anspråk på området. Toppen på Median Ridge är 1 978 meter över havet, eller 151 meter över den omgivande terrängen. Bredden vid basen är 2,8 km.
Terrängen runt Median Ridge är bergig åt nordväst, men åt sydost är den kuperad. Trakten är glest befolkad. Närmaste befolkade plats är Gonzalez Videla Station, 19,0 kilometer norr om Median Ridge. 